# Cicloundecano
Il cicloundecano è un cicloalcano, ossia un idrocarburo privo di doppi e tripli legami C-C il cui scheletro di atomi di carbonio è chiuso ad anello, per l'esattezza un anello composto da undici atomi, ciascuno dei quali lega a sé due atomi di idrogeno.
A temperatura ambiente è un solido dal lieve odore tipico degli idrocarburi. È stabile, ma, con sufficiente energia di accensione, è combustibile.

## Utilizzi
Derivati di questo composto, ad esempio il bicicloundecano, sono stati proposti per l'impiego in conduttori per circuiti elettronici.